# La puta y el diablo
La puta y el diablo es el nombre del noveno disco de estudio del grupo madrileño Hamlet, editado en 2009 por Roadrunner Records.

## Descripción
Es el primer y único disco del grupo editado por el sello Roadrunner Records, y el primero que recibió distribución internacional por diferentes países. En su formación destaca la entrada de Alberto Marín a la guitarra, que como ya hiciera Álvaro Tenorio en Syberia, aportó la energía renovada e ilusión extra que se le supone a la llegada de un nuevo componente.
Grabado en los estudios Cube de Madrid con la ayuda del Alberto Seara, y mezclado y masterizado en Los Ángeles por Logan Mader (Gojira, Cavalera Conspiracy, Machine Head...).

## Listado de pistas
- Todas las canciones están compuestas por J. Molly y Luis Tárraga, excepto 4 y 9, por Molly, Tárraga y Alberto Marín.

| N.º | Título                            | Duración |  |
| 1.  | «El Hábil Reino del Desconcierto» | 6:05     |  |
| 2.  | «La Tentación»                    | 4:56     |  |
| 3.  | «El Traje del Muerto»             | 3:38     |  |
| 4.  | «Siete Historias Diferentes»      | 5:06     |  |
| 5.  | «En el Nombre de Dios»            | 5:58     |  |
| 6.  | «No Habrá Final»                  | 6:50     |  |
| 7.  | «Escupe Tu Vanidad»               | 3:21     |  |
| 8.  | «Si No Tú Quién»                  | 5:22     |  |
| 9.  | «Revolución»                      | 4:39     |  |
| 10. | «Sacrificio»                      | 7:59     |  |

## Intérpretes
- J. Molly: – Voz
- Álvaro Tenorio: – Bajo
- Luís Tárraga: – Guitarras
- Paco Sánchez – Batería
- Alberto Marín – Guitarras

## Otros datos
- Alberto Seara - Productor
- Logan Mader - Mezcla y masterización